# Джосс Відон
Джозеф Гілл Відон (англ. Joseph Hill Whedon), більш відомий як Джосс Відон (англ. Joss Whedon; нар. 23 червня 1964, Нью-Йорк) — американський кінорежисер, сценарист і продюсер. Популярність здобув як творець і режисер серіалу «Баффі — переможниця вампірів». З інших його робіт найбільш відомі серіали «Енджел», «Світляк», «Клуб ляльок», а також фільми «Місія Сереніті» та «Месники».
Джосс Відон є автором кількох сценаріїв до повнометражних фільмів і серій коміксів. Лауреат премії Г'юго за найкращу постановку та премії Неб'юла за найкращий драматичний сценарій («Місія Сереніті»).